# Leonardo Mondadori
Leonardo Enrico Forneron Mondadori, noto come Leonardo Mondadori (Milano, 26 settembre 1946 – Milano, 13 dicembre 2002), è stato un editore e dirigente d'azienda italiano. Nipote di Arnoldo, dal 1991 alla morte fu presidente della casa editrice Arnoldo Mondadori Editore. Fu anche il fondatore della Leonardo Editore.

## Biografia

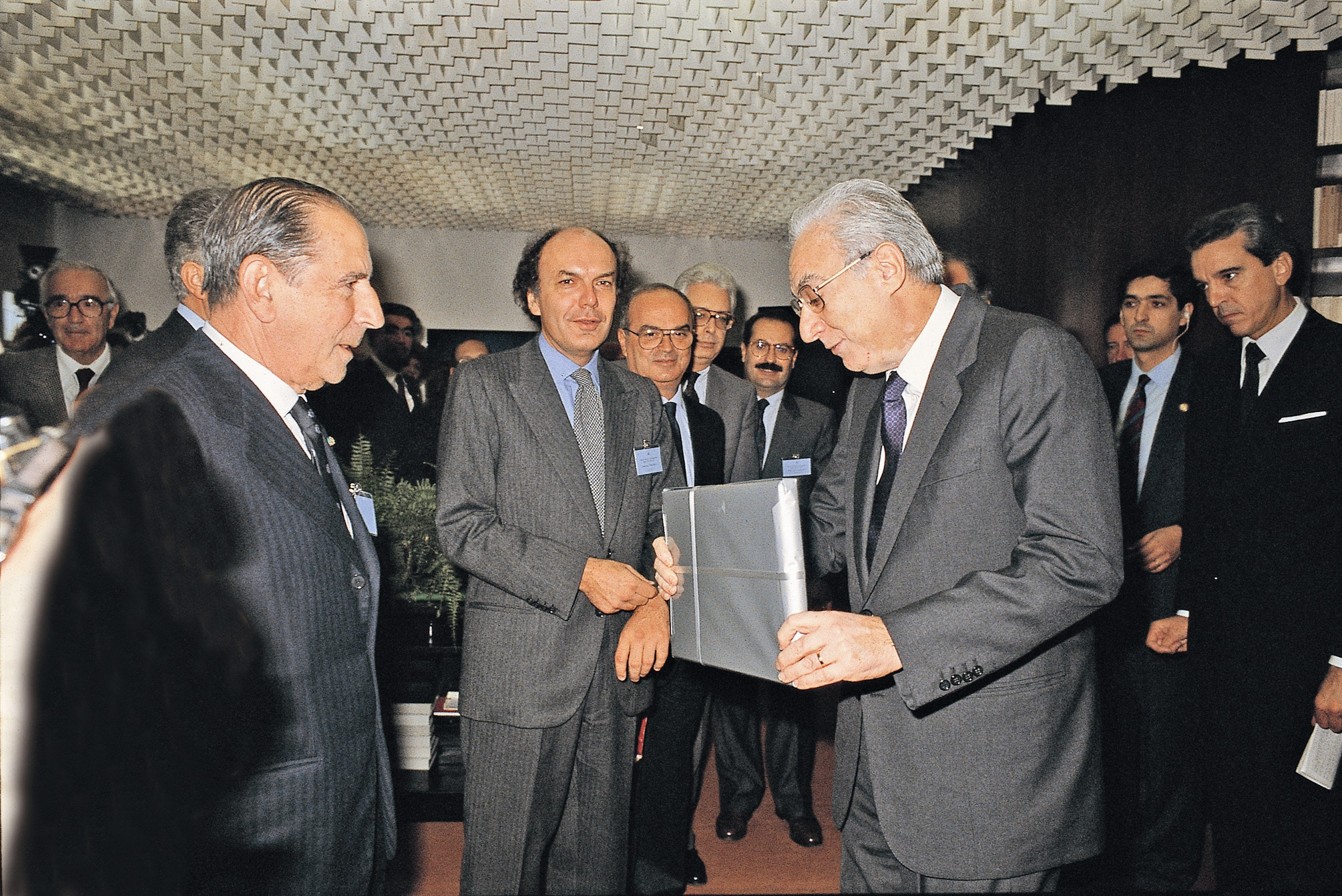
Leonardo Mondadori con Francesco Cossiga

Nasce con il nome Leonardo Enrico Forneron. Sua madre, Laura "Mimma" Mondadori, è figlia del grande editore Arnoldo. Nel 1948, quando Leonardo ha solo due anni, i suoi genitori divorziano (il padre Giorgio Forneron ottiene lo scioglimento del matrimonio in Austria).
Nel 1951 il nonno lo associa alla propria famiglia dandogli il proprio cognome.
Leonardo trascorre l'infanzia nella dimora del nonno, passando tutte le estati nella villa di famiglia a Meina, sul Lago Maggiore, dove vengono a fare visita ad Arnoldo Mondadori diversi grandi scrittori (Thomas Mann, Giuseppe Ungaretti, Dino Buzzati, Eugenio Montale...).
Frequenta il Liceo Ginnasio Giovanni Berchet a Milano, poi s'iscrive alla Facoltà di Filosofia dell'Università Statale, dove si laurea nel 1970.
Nel 1968, all'età di 22 anni, si sposa con Paola Zanussi, figlia del celebre industriale Lino, produttore di elettrodomestici. Dopo sette anni, però, la coppia si separa. Quando nasce l'unica figlia, Martina, i genitori vivono già in case diverse.
Dopo il divorzio, Leonardo si sposa di nuovo e dall'unione nascono due figli, Francesco e Filippo. Ma anche il secondo matrimonio finisce.

### La carriera professionale

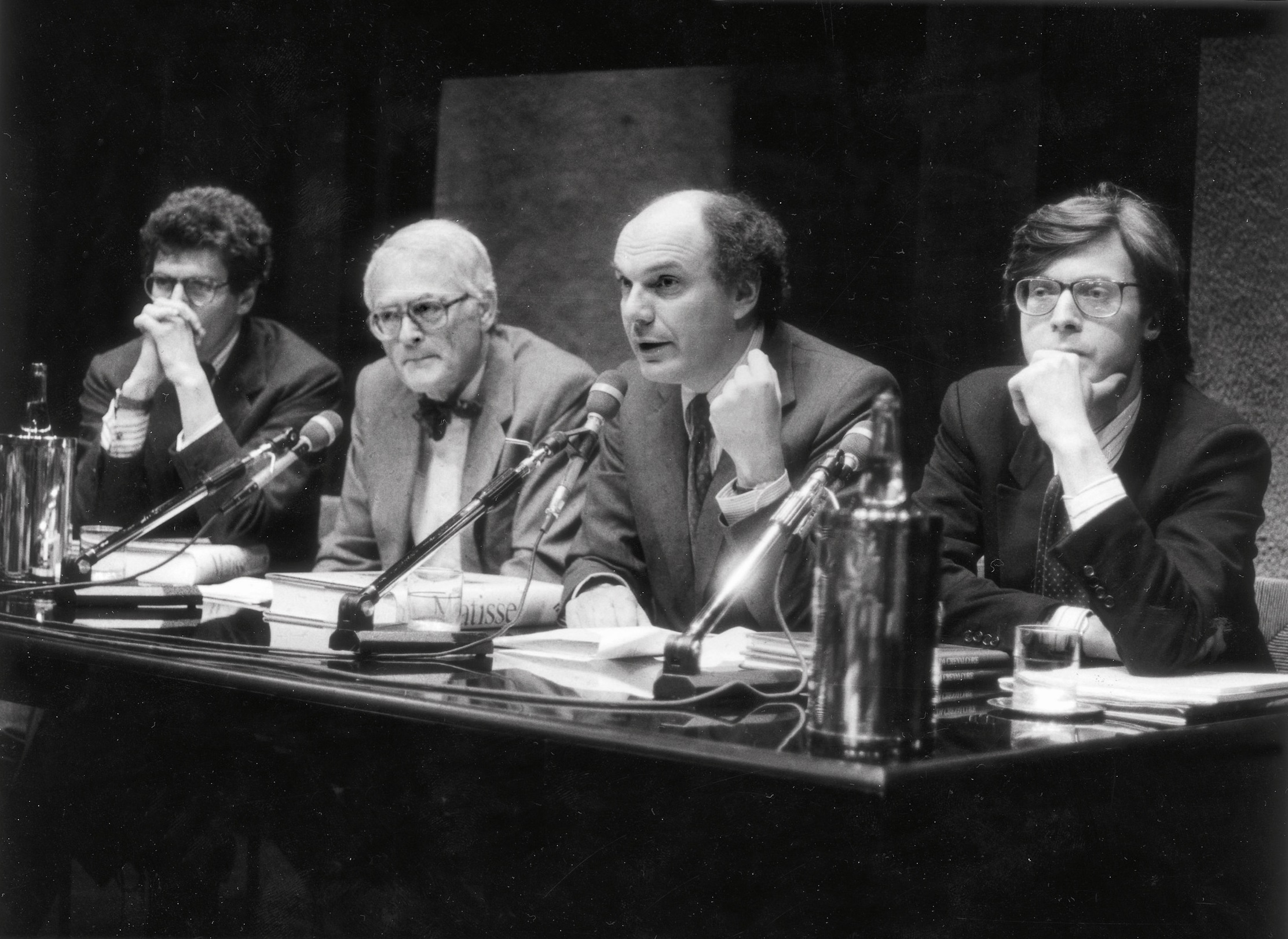
Leonardo Mondadori con Alain Elkann, Pierre Schneider e Vittorio Sgarbi

Nel 1972 inizia la carriera nella casa editrice del nonno. Diventato consigliere della «Fondazione Arnoldo e Alberto Mondadori», è vicepresidente del Gruppo Mondadori dal 1982 al 1991.
Nel 1984 diviene presidente e amministratore delegato di Rete 4. Nel 1988 fonda la casa editrice «Leonardo Editore». Nello stesso anno cede le azioni Mondadori di sua proprietà alla Fininvest di Silvio Berlusconi. Diviene presidente della Mondadori nel 1991, a seguito della cosiddetta "guerra di Segrate", che sancisce il passaggio di proprietà della casa editrice alla Fininvest di Silvio Berlusconi.
Dal 1997 alla morte è vicepresidente della Giulio Einaudi Editore.

### Il cammino spirituale
Nel 1992, dopo la delusione per il secondo divorzio, Leonardo Mondadori comincia un percorso di riscoperta del cristianesimo. Tramite la propria casa editrice entra in contatto con Giuseppe Corigliano, numerario e direttore dell'Ufficio Informazioni dell'Opus Dei. I due lavorano insieme all'edizione Mondadori del libro Cammino, di san Josemaría Escrivá de Balaguer (fondatore dell'Opus Dei). I colloqui con Corigliano e la meditazione del breviario spirituale di monsignor Escrivá rappresentano l'inizio della conversione, che si completa l'anno seguente con la prima comunione, alla vigilia del Natale 1993. Don Umberto De Martino diviene il suo direttore spirituale.
È stata di Mondadori l'idea, perseguita con tenacia, di quello che sarebbe stato il libro Varcare la soglia della speranza di papa Giovanni Paolo II.

Nel suo libro "Conversione" ha scritto:
(Leonardo Mondadori, Vittorio Messori, Conversione, Arnoldo Mondadori Editore, 2002, p.3.)

### Ultimi anni
La passione per l'arte lo fa organizzatore di eventi culturali e artistici. Nel 1996 diviene consigliere della Società per le Belle Arti ed Esposizione Permanente di Milano. Nel 1997 è presidente della Biennale internazionale dell'arte contemporanea, che si tiene a Firenze.
Nel 1998 scopre di avere sia un tumore alla tiroide che una rara forma di tumore al pancreas e al fegato; quest'ultimo lo porta alla morte, avvenuta a Milano il 13 dicembre 2002. Negli ultimi giorni della sua vita aveva valutato, su consiglio dei medici, l'ipotesi di recarsi nei Paesi Bassi per effettuare la radioterapia, ma la morte era intervenuta prima che potesse prendere la decisione.
Riposa nella tomba di famiglia del Cimitero Monumentale di Milano; il suo nome, così come quelli del nonno e dello zio Giorgio Mondadori, compare nell'elenco degli iscritti al Famedio, nel medesimo cimitero.

## Intitolazioni
Il 17 febbraio 2004 la Mondadori dà avvio alla prima edizione del master in giornalismo «Leonardo Mondadori», intitolato al presidente da poco scomparso.